# П'єр Франсуа Еме Огюст Дежан
П'єр Франсуа Еме Огюст Дежан (фр. Comte Pierre François Marie Auguste Dejean, 10 серпня 1780, Ам'єн — 18 березня 1845, Париж) — французький військовий та вчений-ентомолог. Кавалер Ордена Почесного легіону.

## Біографія
Генерал-лейтенант французького війська, знаменитий ентомолог. Вивчав медицину, потім вступив у військову службу, брав участь у багатьох походах та битвах, при Ватерлоо був ад'ютантом Наполеона, потім був вигнаний, після повернення зайняв місце в палаті перів.

## Наукова діяльність
Дежан досяг значних успіхів у галузі ентомології та саме у вивченні жуків; займаючись ентомологією з молодості, він навіть військовими походами користувався для поповнення своїх колекцій, подорожував з тією ж метою, купував і вимінював колекції та склав найбільшу колекцію на материку Європи.
Дежан склав систематичний каталог жуків (2 вид., Париж, 1833–1837); «Species générales des coléoptères» (П. 1825–1837) і «Iconographie des coléoptres d'Europe» (1829–1836).